# Cryptolabis (Cryptolabis) sepulchralis
Cryptolabis (Cryptolabis) sepulchralis is een tweevleugelige uit de familie steltmuggen (Limoniidae). De soort komt voor in het Neotropisch gebied.